# 别有用心 (歌曲)
《别有用心》（英語：Ulterior Motives），是电影制作人兼音乐家克里斯托弗·塞因特·布斯与菲利普·艾德里安·布斯约于1986年左右制作并发行的一首流行乐曲。在其相关信息得到识别前，这首歌曾因一段17秒长片断与知之甚少的由来而盛行于网络，被网民昵称作《尽人皆知》（英語：Everyone Knows That）。该片断由西班牙用户carl92在2021年上传至歌曲识别网站WatZatSong。该用户声称是在一堆旧DVD翻录文件中发现的此段录音，且推测其是他在学习如何捕获音频时留存下来的产物。
自2021年被上传至网络以来，诸多用户一直在搜寻《别有用心》的完整版本与同此曲来历及艺术家相关的信息。《卫报》称其为“互联网上最大且最长久的音乐谜团之一”。
2024年4月，Reddit用户识别了此曲的真实名称与艺术家身份，其曾作为背景音乐出现于1986年小众色情片《激情天使》（Angels of Passion）中。

## 历史
《别有用心》的片断于2021年10月7日由用户carl92为寻求帮助以辨识此曲而上传至WatZatSong。他将其标注为“80年代中期、音质不佳”并声称他“在一部DVD备份的诸多老旧文件中重新发现了这段节录，当时我可能只是在学习如何捕获音频，而这是个留存下来的产物。”自此，该片断成为了WatZatSong“最臭名昭著且悬而未决的提交曲目”，拥有网站于2006年创立以来最多的评论数。
《别有用心》自2022年末开始盛行于网络。2023年6月，一个致力于寻找这首歌曲及其艺术家的Reddit版块（subreddit）建立。2024年1月7日，该版块的两名成员接受了法国电视一台的采访。

## 线上搜索与可能的起源
《别有用心》的搜索行动起初进展缓慢，但随着时间推移其逐渐收获了一批投入的追随者。关于此歌来源已形成理论的猜测包括1990年代的音乐电视网广播节目、罐头音乐或是广告宣传顺口溜，而已形成理论的艺术家猜测则有罗克塞特、野人花园及杰森·佩吉。 2024年1月，调查者们试图与一位名为White Mike Johnny Glove的冷门歌手取得联系，因为同录音中的演唱者相较，二者嗓音“如出一辙”。
此外，一些调查者表示他们分析了《别有用心》的鼓声与合成音，以此将歌曲的发行时间范围缩小至1983年后。部分用户还根据原始片断制作出此曲的重建版本，以用于猜想歌曲可能的完整面貌。也有人认为这首歌实则是网络白目编造的骗局。